# Les Haies
Les Haies är en kommun i departementet Rhône i regionen Auvergne-Rhône-Alpes i östra Frankrike. Kommunen ligger i kantonen Condrieu som tillhör arrondissementet Lyon. År 2022 hade Les Haies 739 invånare.

## Befolkningsutveckling
Antalet invånare i kommunen Les Haies
| Referens: INSEE |